# Rau khúc tẻ
Rau khúc tẻ hay Hoàng nhung gần (danh pháp khoa học: Gnaphalium affine, đồng danh: Gnaphalium multiceps) là loài thực vật có hoa thuộc chi Rau khúc Gnaphalium. Loài này mọc nhiều ở Đông Á, từ các vùng ôn đới thuộc Trung Quốc, bán đảo Triều Tiên, Nhật Bản, Đài Loan cũng như các vùng cao thuộc Ấn Độ, Nepal, Thái Lan. Tại Việt Nam, loài này mọc từ Hà Giang đến Bảo Lộc.
Rau khúc tẻ sống đến hai năm, thân dài 15–40 cm và phân cành với lớp lông mịn, lá nhỏ và dẹt. Hoa nhỏ, cánh dài khoảng 2 mm.

## Ứng dụng
Rau khúc tẻ được dùng trong Đông y và ẩm thực. Loại rau này được dùng để nhuộm màu xanh và tạo hương vị đặc trưng cho một số loại thực phẩm Đông Á.
Tại Việt Nam, lá và ngọn rau khúc tẻ dùng để làm rau ăn hoặc làm bánh khúc.

## Hình ảnh

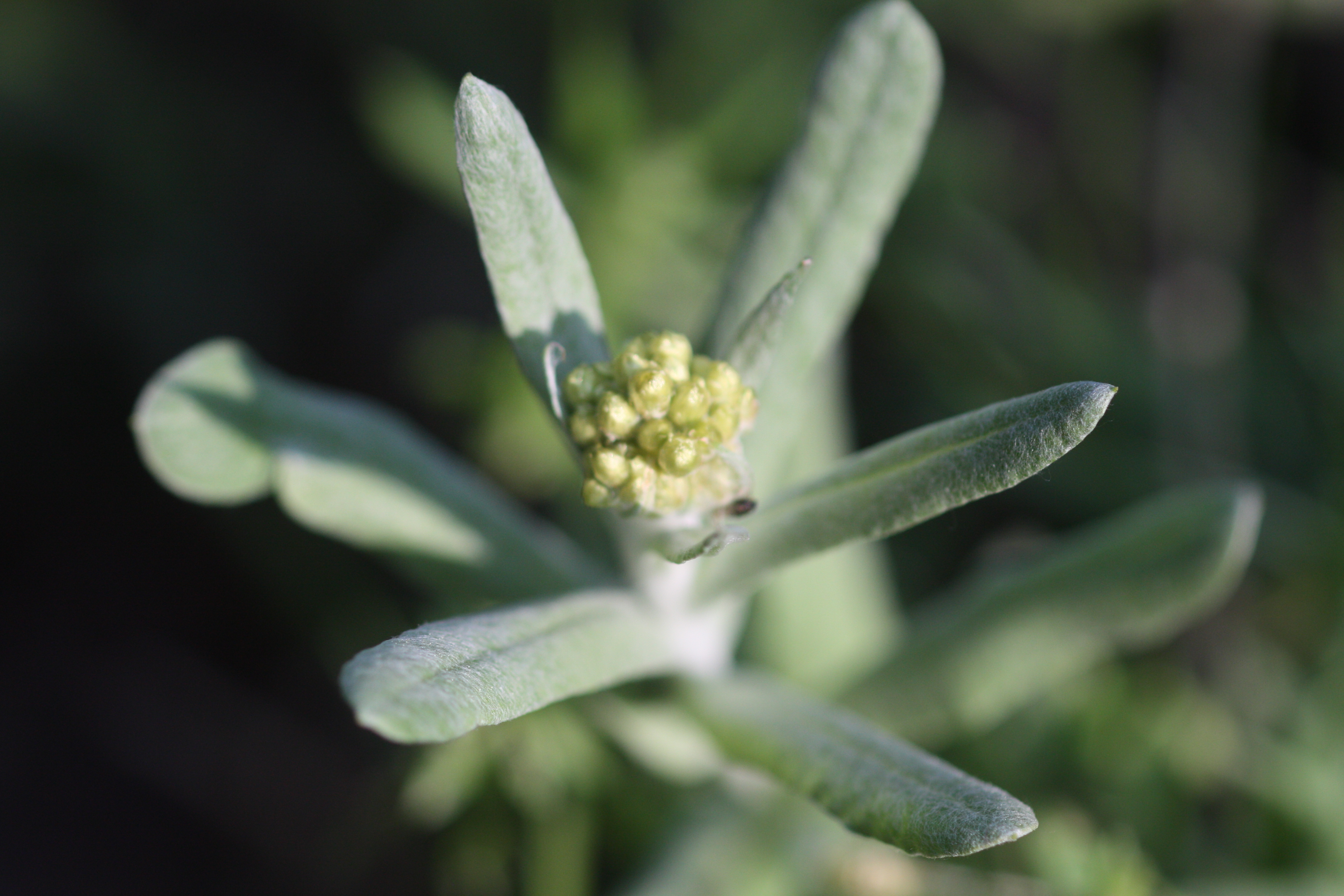
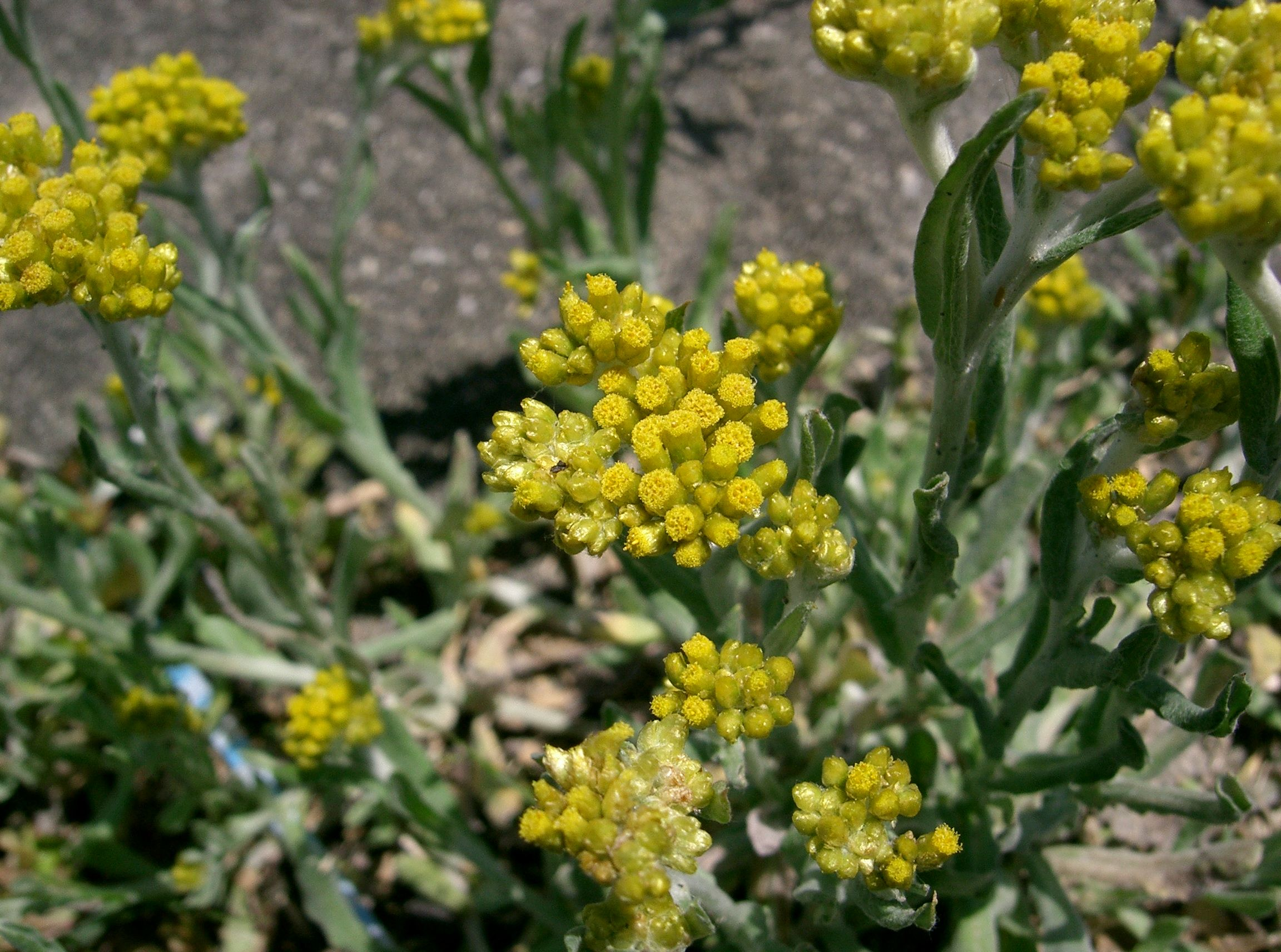
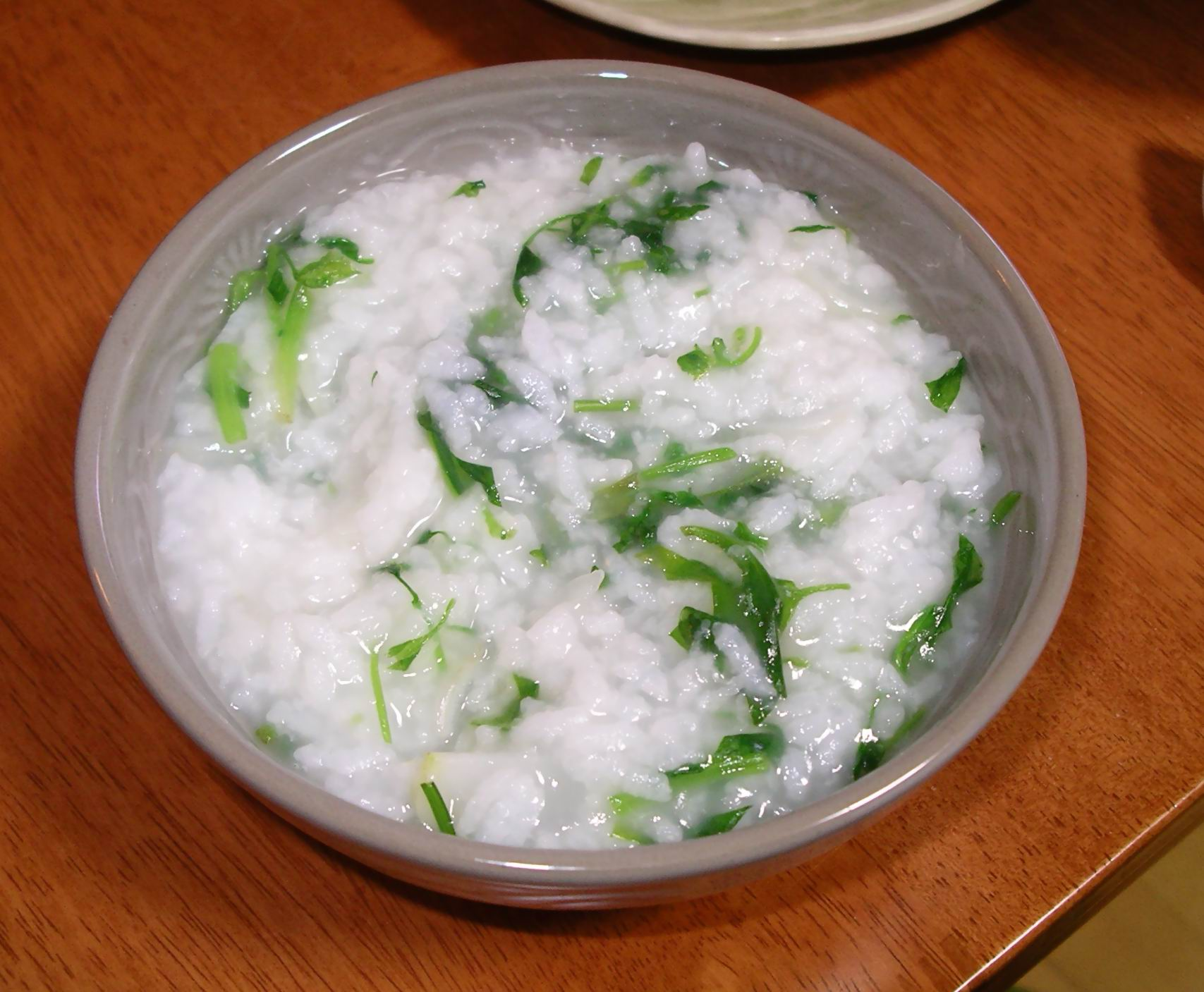
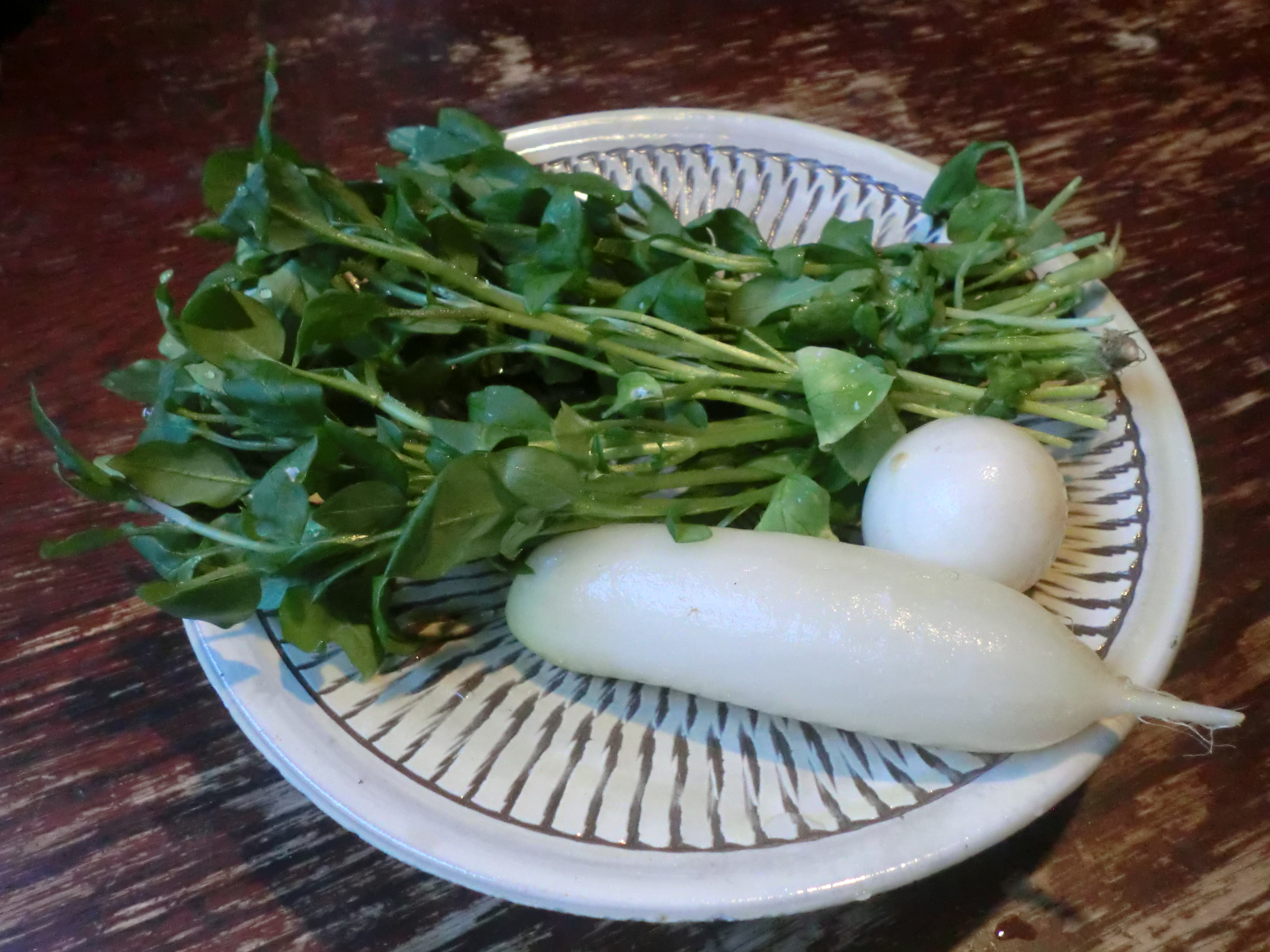